# Bambiraptor

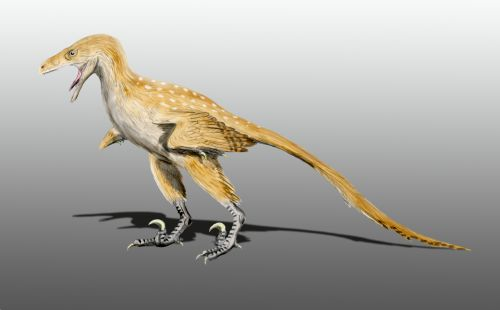
Lebendrekonstruktion von Bambiraptor feinbergorum

 Bambiraptor  ist eine Gattung fleischfressender Dinosaurier aus der Gruppe der Dromaeosauridae. Einzige bekannte Art ist Bambiraptor feinbergorum. 
Bisher ist ein nahezu vollständiges Skelett bekannt, das ein Schüler im Jahr 1994 im US-Bundesstaat Montana entdeckte und das der Oberkreide (spätes Campanium) zugerechnet wird. Wegen seiner vielen vogelartigen Merkmale wurde Bambiraptor als ein sehr wichtiges Fossil zum Verständnis des Ursprungs der Vögel bezeichnet.

## Merkmale
Das gefundene Skelett gehörte zu einem Tier, das weniger als einen Meter lang und etwa 2 kg schwer war. Es handelte sich dabei jedoch um ein Jungtier, das wohl erst 75 % der Größe eines erwachsenen Tieres erreicht hat: Darauf lassen vereinzelte Knochen größerer Tiere schließen, die zusammen mit dem Skelett entdeckt wurden. Es wird spekuliert, dass es sich um ein männliches Tier gehandelt haben könnte, da die Chevron-Knochen des Schwanzes Analogien zu denen heutiger männlicher Krokodile zeigen. Die Forscher, die Bambiraptor erstmals wissenschaftlich beschrieben, sahen in ihm die bislang überzeugendste evolutionäre Verbindung zwischen Dinosauriern und Vögeln. So zeigt dieser Fund, dass viele fundamentale Merkmale heutiger Vögel bereits in dromaeosauriden Dinosauriern vorhanden waren. Sehr vogelähnliche Merkmale finden sich am Schultergürtel, beispielsweise war das Acromion (Schulterhöhe) frei. Ein halbmondförmiger (semilunate) Fingerknochen, der auch bei einigen Theropoden inklusive Bambiraptor entdeckt wurde, ist für heutige Vögel die Voraussetzung für das seitliche Falten des Handgelenks. Zudem waren die Arme von Bambiraptor proportional länger als bei jedem anderen Theropoden; nur Archaeopteryx und andere frühe Vögel zeigten ähnlich lange Arme.
Der Schädel war leicht gebaut und zeigte eine schmale Schnauze und einen großen, nach oben (dorsal) überhöhten Hirnschädel. Auf jeder Hälfte des Oberkiefers (Maxilla) saßen 12 Zähne mit stark gekrümmten, bis zu 6 mm langen Zahnkronen. Das Zwischenkieferbein (Prämaxillare), ein sich vor dem Oberkiefer befindlicher Knochen, weist je vier Zähne auf. Der Unterkiefer (Dentale) schließlich zeigte auf jeder Seite 13 Zähne, deren Kronen fast 7 mm Länge erreichten. Insgesamt trug Bambiraptor somit 58 Zähne. Der Schädel des Skeletts enthält zwei Knochen, die bei Theropoden nur selten fossil überliefert sind: Zum einen das Zungenbein (Hyoid) – eine 3 cm lange, fast gerade, dünne Stange; zum anderen der fragile rechte Steigbügel (Stapes). Der Unterkiefer zeigt eine wichtige Autapomorphie – ein Merkmal, anhand dessen sich die Gattung von anderen Gattungen abgrenzen lässt: So finden sich besonders im vorderen Bereich des Dentale an der Außenfläche zahlreiche kleine Öffnungen (Foramia).
Vor dem Kreuzbein (Sacrum) befanden sich 22 Wirbel, die große Aushöhlungen (Pleurocoele) zeigten. Das Kreuzbein selbst wurde von 5 verschmolzenen Wirbeln gebildet. Vom Schwanz sind 23 Wirbel bekannt, wobei der hinterste Abschnitt fehlt. Wie bei den meisten Dromaeosauriden wies der Schwanz stark verlängerte Wirbelfortsätze auf (Post- und Präzygapophysen und Chevron-Knochen). Der Schultergürtel ist komplett dreidimensional erhalten und zeigt weitere Autapomorphien: So ist die Naht zwischen Rabenbein (Coracoid) und Schulterblatt (Scapula) kürzer als bei anderen Theropoden. Als Konsequenz daraus ergibt sich, dass das Acromion (Schulterhöhe) mittig (medial) gelegen ist und mit dem Gabelbein (Furcula), nicht aber mit dem Rabenbein in Kontakt stand. Dem Rabenbein fehlt zudem die Öffnung (Foramen), die sich bei anderen Theropoden findet. Das Schambein (Pubis) ist nach hinten gerichtet, sein stiefelartiges Ende (pubic boot) war nach hinten und nach oben gedreht. Der Oberschenkelknochen (Femur) war stark gebogen.
Wie eine biomechanische Studie zeigte, konnte Bambiraptor den ersten und dritten Finger jedem anderen Finger gegenüberstellen und somit Gegenstände mit nur einer Hand greifen – derartige opponierbare Finger sind von keinem anderen Theropoden bekannt.

## Systematik
Bambiraptor gehört zu den Dromaeosauridae, einer mit den Vögeln nahe verwandten Gruppe gefiederter Theropoden. Zusammen mit den Troodontidae bilden die Dromaeosauridae die Gruppe Deinonychosauria, die als Schwestergruppe der Vögel gilt. Burnham (2004) ordnet Bambiraptor den Velociraptorinae zu, einer Gruppe langschnäuziger Dromaeosauriden, weil die Dentikel (Zähnchen) auf der vorderen Schneidefläche der Zähne deutlich kleiner waren als die auf der hinteren Schneidefläche. Kürzlich stellten Longrich und Currie (2009) jedoch eine neue Gruppe innerhalb der Dromaeosauridae auf, die Saurornitholestinae, die Bambiraptor, Saurornitholestes und Atrociraptor enthalten soll. Diese Gattungen haben unter anderem pneumatisierte (mit luftgefüllten Kammern durchzogene) Kreuzbein-Wirbel gemeinsam.

## Entdeckungsgeschichte und Namensgebung

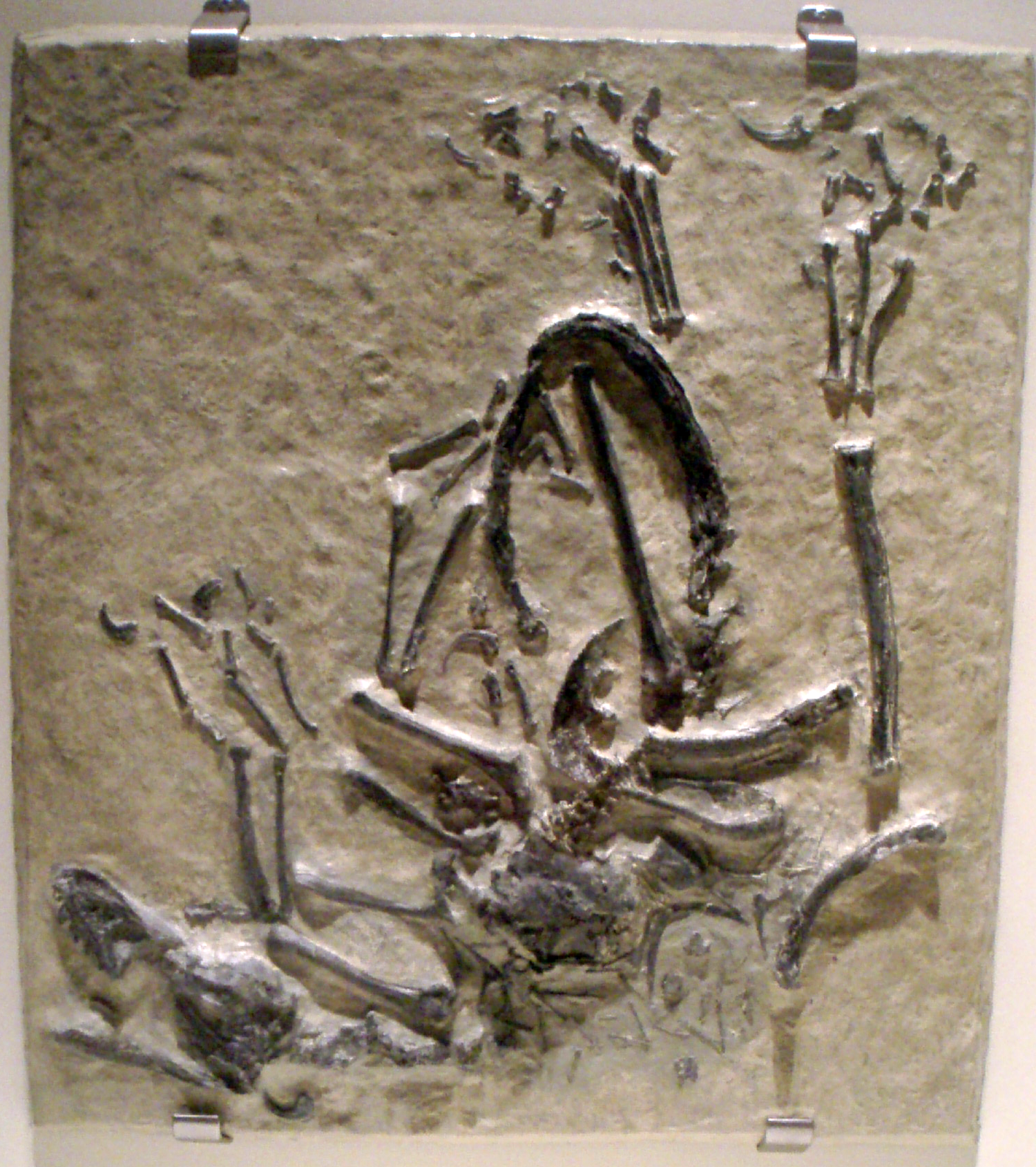
Skelettabguss von Bambiraptor feinbergorum im Royal Ontario Museum, Toronto

Den bislang einzigen Fund entdeckte der 14-jährige Junge Wes Linster im September 1994 auf dem Gelände der Farm seiner Familie in der Nähe des Glacier-Nationalparks im US-Bundesstaat Montana. Innerhalb weniger Tage legten er und seine Familie ein ganzes Skelett frei und begannen mit der Präparation der Knochen. Wegen der geringen Größe der Knochen gaben sie dem Fossil den Spitznamen Bambi, der in der Folgezeit auch unter Forschern breite Verwendung fand. Im November 1995 wandte sich die Familie an den Paläontologen David Burnham, welcher die weitere Präparation und wissenschaftliche Untersuchung des Fundes veranlasste. Bis dahin hatte die Familie bereits einen großen Teil der Knochen aus der Gesteinsmatrix isoliert, sodass lediglich drei Blöcke mit Knochen in der ursprünglichen Gesteinsmatrix verblieben. Die Taphonomie des Fundes lässt sich deshalb nur eingeschränkt rekonstruieren. Einer Skizze zufolge, welche die Familie angefertigt hat, waren die Knochen ursprünglich leicht aus ihrem anatomischen Verbund verschoben. Dennoch konnte die wissenschaftliche Untersuchung des Fundes einige wichtige Merkmale, wie die genaue Position einiger Knochen wie Hand- und Fußknochen, Gabelbein und vorderen Halswirbel, nicht mehr feststellen. Für die vollständige Präparation der kleinen und fragilen Knochen investierten die Forscher tausende von Arbeitsstunden. Zusammen mit dem Skelett wurden fast 40 weitere Bambiraptor-Knochen gefunden, die zu mindestens zwei verschiedenen, größeren Individuen gehörten.
Im Jahr 2000 wurde der Fund von David Burnham und Kollegen wissenschaftlich beschrieben. Für die Benennung griffen die Forscher den von der Familie vergebenen  Spitznamen Bambi auf, ein kleines Reh aus der Kinderliteratur, während raptor aus dem Lateinischen kommt und so viel wie „Räuber“ bedeutet. Der Artname feinbergorum ehrt Michael und Ann Feinberg, welche die Bedeutung des Skeletts erkannten und sich für seine wissenschaftliche Untersuchung engagierten. Ursprünglich wurde die Art feinbergi genannt. Die Internationalen Regeln für die Zoologische Nomenklatur (ICZN) schreiben jedoch vor, dass die lateinische Genitiv-Plural-Endung -orum verwendet werden muss, da sich feinbergi auf mehr als eine Person bezieht.
Das gefundene Skelett (Holotyp, Exemplarnummer FIP 001) ist heute im Graves Museum of Archaeology and Natural History in Dania Beach (Florida) ausgestellt. Die mit dem Skelett gefundenen vereinzelten Knochen (Exemplarnummern FIP 002–036) befinden sich in den Archiven dieses Museums. Die Fundstelle liegt 19 km westlich der Stadt Bynum. Das Skelett stammt aus einer 60 cm dicken Schicht aus Schluffstein; stratigraphisch gehört die Fundstelle zur Two-Medicine-Formation. Weitere Fossilien dieser Fundstelle schließen tausende Knochen und einige Teilskelette von Hadrosauriden mit ein, vermutlich von Maiasaurus. Des Weiteren wurden mindestens drei Funde von Tyrannosauriden-Knochen und zwei Typen von Eierschalen sowie karbonisierte Holzreste entdeckt. Diese Sedimente wurden vermutlich durch einen langsam fließenden Fluss transportiert und abgelagert.
Ein weiterer Fund – ein isolierter, fast kompletter linker Oberkiefer (Exemplarnummer MOR 553S-7.30.91.274) – könnte ebenfalls zu Bambiraptor gehören. Dieser Fund stammt aus dem South Quarry bei Jack's Birthday Site nahe Cutbank, Montana, welcher ebenfalls der Two-Medicine-Formation angehört. Currie und Varicchio beschrieben diesen Fund als cf. Bambiraptor feinbergi, da er eine ähnliche Morphologie wie Bambiraptor zeigt und aus derselben Formation stammt; dennoch merken die Forscher an, dass diese Zuordnung unsicher sei.